# Tane Spasew
Tane Spasew (mac. Тане Спасев; ur. 20 sierpnia 1977 w Sztipie) – macedoński koszykarz grający na pozycji rozgrywającego i rzucającego obrońcy, a następnie trener koszykarski. Brązowy medalista mistrzostw Azji Zachodniej do lat 16 jako trener reprezentacji Syrii w tej kategorii wiekowej.

## Życiorys

### Kariera zawodnicza
Spasew zaczął uprawiać koszykówkę w wieku 12 lat. Jest wychowankiem klubu BC Stip, w którym spędził większość zawodniczej kariery. Oprócz tego, w sezonie 1996/1997, grał także w klubie BC Dexim ze Strumicy, który wówczas występował w najwyższej klasie rozgrywkowej ligi macedońskiej. Następnie, w ramach stypendium, wyjechał do Stanów Zjednoczonych, gdzie w latach 2000–2002 występował w rozgrywkach uczelnianych. Po powrocie do Europy, w związku z problemami z kontuzjami i brakiem satysfakcjonujących go ofert kontraktowych zakończył karierę zawodniczą. Uprzednio rozegrał jeszcze 1 sezon (2003/2004) w macierzystym klubie.

### Kariera trenerska
Po zakończeniu kariery zawodniczej Spasew został trenerem koszykówki. Początkowo pracował w roli asystenta trenera i trenera drużyn juniorskich klubów BC Gusari i Junior Fruktal Skopje oraz założonej przez siebie akademii koszykarskiej Panda Basketball Academy, z którymi zdobywał mistrzostwa Macedonii w różnych kategoriach wiekowych (U-12, U-13, U-16 i U-18).
W 2011 roku wyjechał do Syrii, gdzie został koordynatorem programu szkolenia młodzieży w tamtejszej krajowej federacji koszykówki. Oprócz tego pełnił także funkcję asystenta trenera reprezentacji Syrii oraz pierwszego trenera reprezentacji Syrii do lat 16, z którą w 2012 roku zdobył brązowy medal mistrzostw Azji Zachodniej w tej kategorii wiekowej. W październiku 2012 roku wyjechał z Syrii.
W 2013 roku został asystentem trenera w klubie Türk Telekom Ankara, z którego w lutym 2014 roku przeniósł się do ukraińskiego zespołu Krywbas Krzywy Róg. W sezonie 2014/2015 prowadził drugą drużynę Asseco Gdynia, a także zespół do lat 20 tego klubu, z którym zdobył wicemistrzostwo Polski w tej kategorii wiekowej. Przed sezonem 2015/2016 objął funkcję pierwszego trenera w klubie z Gdyni.
15 listopada 2017 został trenerem Legii Warszawa. 23 lutego 2020 opuścił klub. 16 października 2021 objął stanowisko głównego trenera Polskiego Cukru Pszczółki Startu Lublin.

## Osiągnięcia

### Trenerskie
- Finał Pucharu Polski (2022)[8]